# Carlos von Auersperg

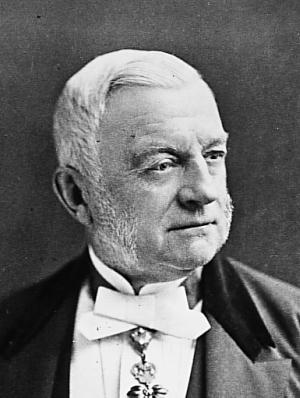
Carlos von Auersperg

Karl (Carlos) Wilhelm Philipp Fürst von Auersperg, Herzog von Gottschee (Praag, 1 mei 1814 - aldaar, 4 januari 1890) was van 1867 tot 1868 minister-president van Oostenrijk.
Hij stamde uit een oud Krains geslacht en was de broer van Adolf von Auersperg, die van 1871 tot 1879 eveneens premier was. Na zijn opleiding en militaire dienst hield hij zich op zijn landgoederen met name bezig met schrijven, tot hij zich in 1846-1847 in de Boheemse landdag bij de Duits-Boheemse progressieve adelspartij aansloot. Hij werkte mee aan het Februaripatent (1861) van Anton von Schmerling en werd daarna door de laatstgenoemde tot erfelijk lid en president van het Herrenhaus benoemd. Na de val van Richard Belcredi steunde hij als zodanig aanvankelijk het beleid van Ferdinand von Beust, waarvan hij zich later echter losmaakte. In 1868 werd hij minister-president van het zogenaamde burgerministerie. Toen Beust in 1868 achter zijn rug om over een Ausgleich met de Tsjechen onderhandelde, trok hij zich demonstratief terug en vroeg en kreeg hij zijn ontslag.
Na een hevig conflict met de regering-Potocki werd hij in de regering van zijn broer Adolf wederom president van het Herrenhaus en in 1873 Oberstlandmarschall van de Boheemse landdag. Hij steunde zijn broers regering, maar nam na diens aftreden in 1879 zijn ontslag als president en in 1883 ook als Oberstlandmarschall.
Beust · K. von Auersperg · Taaffe · Plener · Hasner von Artha · Potocki · Hohenwart · Holzgethan · A. von Auersperg · Stremayr · Taaffe · Windisch-Graetz · Kielmansegg · Badeni · Gautsch von Frankenthurn · Thun ·  Clary-Aldringen · Wittek · Koerber · Gautsch von Frankenthurn · Hohenlohe-Schillingsfürst · Beck · Bienerth-Schmerling · Gautsch von Frankenthurn · Stürgkh · Koerber · Clam-Martinic · Seidler von Feuchtenegg · Hussarek von Heinlein · Lammasch